# Cocentaina
Cocentaina ist eine Gemeinde im Südosten von Spanien in der Provinz Alicante im Norden der Valencianischen Gemeinschaft. 2024 hatte die Gemeinde 11.411 Einwohner.

## Geografie
Cocentaina liegt zwischen dem bergigen Nationalpark Serra de Mariola und dem Fluss Serpis. Cocentaina ist sowohl für Straßen- als auch für Mountainbiking ideal gelegen. Viele der Straßen werden von professionellen Teams zum Training genutzt, und mehrere Straßen wurden für die Vuelta a España genutzt.

## Wirtschaft
Die Wirtschaft von Cocentaina basiert hauptsächlich auf der Textilindustrie.

## Demografie
| 1842  | 1900  | 1930  | 1950  | 1970  | 1981  | 1991   | 2001   | 2011   |
| ----- | ----- | ----- | ----- | ----- | ----- | ------ | ------ | ------ |
| 5.972 | 7.032 | 8.306 | 8.144 | 9.514 | 9.946 | 10.550 | 10.617 | 11.424 |

## Sehenswürdigkeiten
Die wichtigsten Bauwerke in Cocentaina sind die Klöster der Orden der Heiligen Klara (aus dem 16. Jahrhundert) und des Heiligen Franziskus, die katholische Kirche L'Assumpció und der Palast der Grafen von Cocentaina.
- Palast der Grafen von Cocentaina
- Schloss Cocentaina
- Naturpark Serra Mariola

## Persönlichkeiten
- Nicolau Borràs (1530–1610), Schriftsteller
- Jerónimo Jacinto Espinosa (1600–1667), Maler
- Juan Antonio Reig Plà (* 1947), römisch-katholischer Geistlicher, Bischof von Segorbe-Castellón de la Plana (1996–2005), Cartagena (2005–2009) und Alcalá de Henares (2009–2022)
- David Belda (* 1983), Radrennfahrer
- Natxo Insa (* 1986), Fußballspieler
- Rafael Valls (* 1987), Radrennfahrer
- Lucas Torró (* 1994), Fußballspieler